# Skryne
Skryne, officiellement Skreen (en irlandais, Scrín Cholm Cille, l'oratoire de Colm Cille, ou originellement, The Hill of Acaill, la colline d'Acaill) est un village situé sur une colline entre les routes nationales N2 et N3 dans le comté de Meath, en Irlande. 
Le village est situé de l'autre côté de la vallée de Gabhra, près de la colline de Tara. Cette vallée est parfois appelée la Vallée Tara-Skryne. La colline de Skryne est plus haute que la colline de Tara. Vers 1170, Hugh de Lacy, seigneur de Meath, accorda Skryne à Adam de Feypo dont les descendants utilisèrent le titre coutumier de Baron Skryne. Une église du XVe siècle, connue localement sous le nom de Skryne tower ou The Steeple, subsiste en bon état au sommet de la colline, elle est visible depuis une grande partie de Meath. Au pied de la tour, se trouvent un pub et des écuries qui figurent dans la publicité télévisée Guinness, "white Christmas", ("Noël blanc").

## Sports
Le club de football gaélique local, Skryne GFC, est une figure du Championnat de football senior de Meath et n'a jamais été relégué du niveau senior dans la Coupe Keegan.  Le club a eu au moins un joueur dans chaque équipe de Meath qui a remporté le All-Ireland Senior Football Championship.

## Galerie

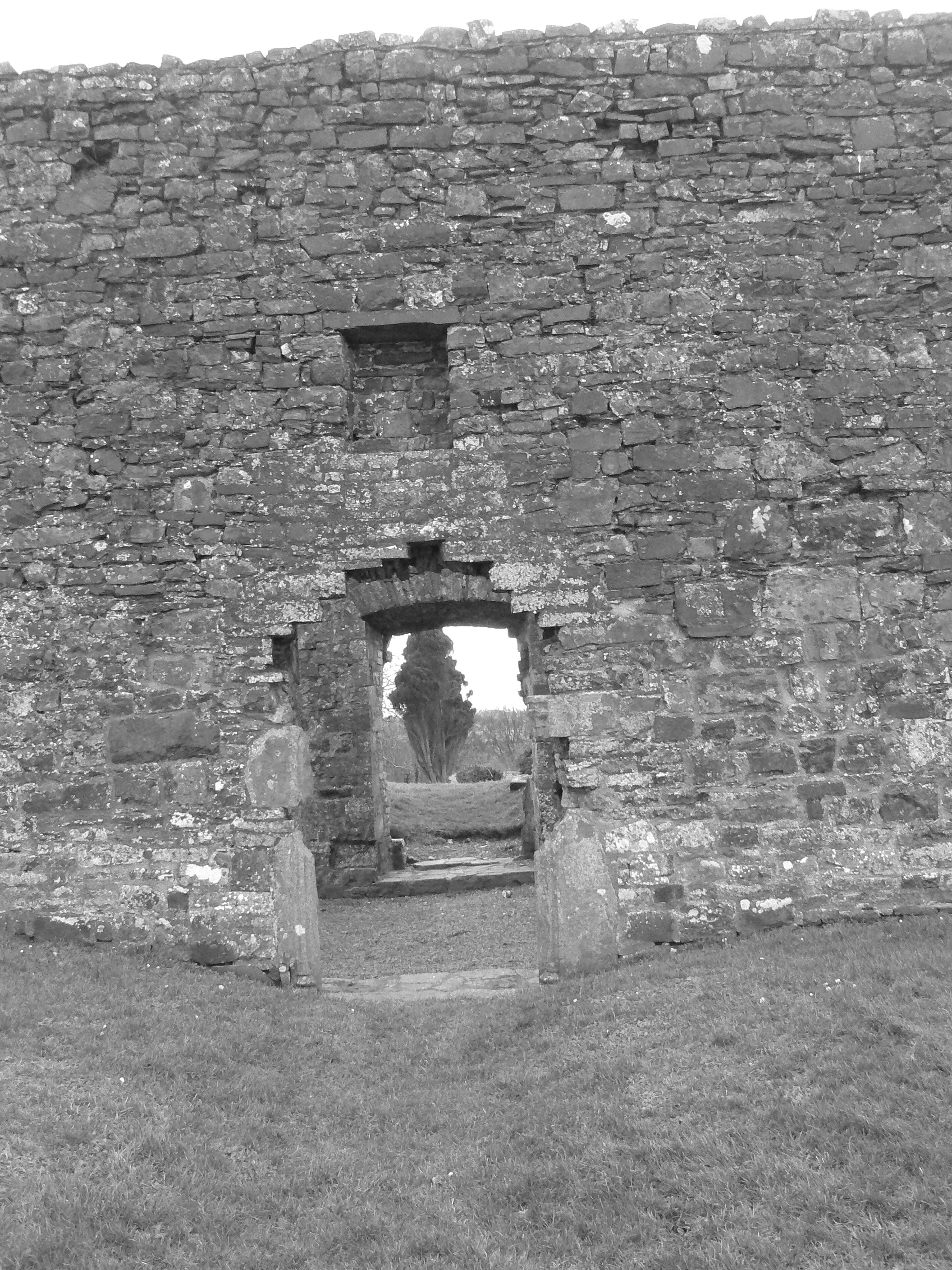
L'église, côté sud.
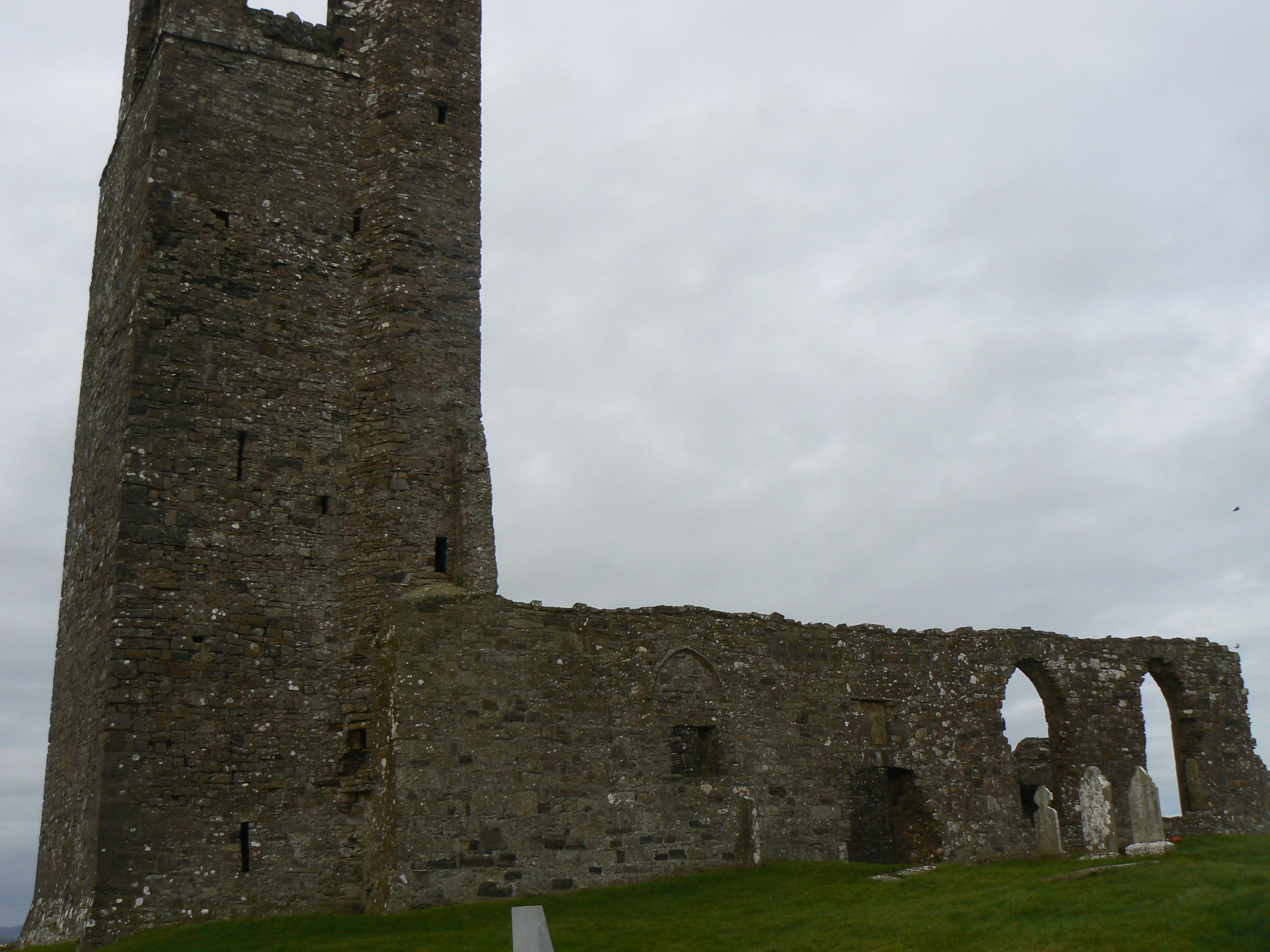
Côté nord-est de l'église.
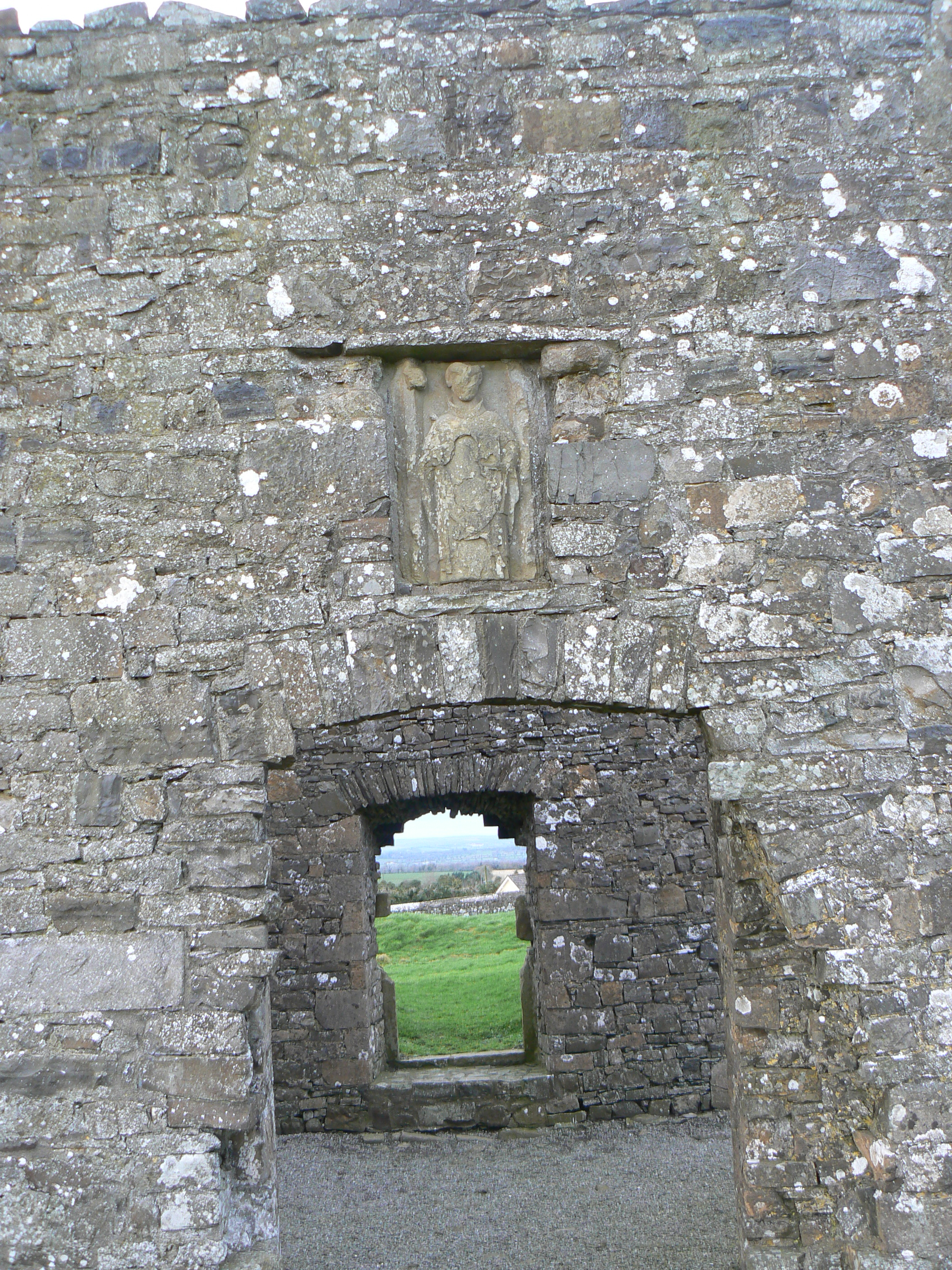
Statue de saint Colmcille.
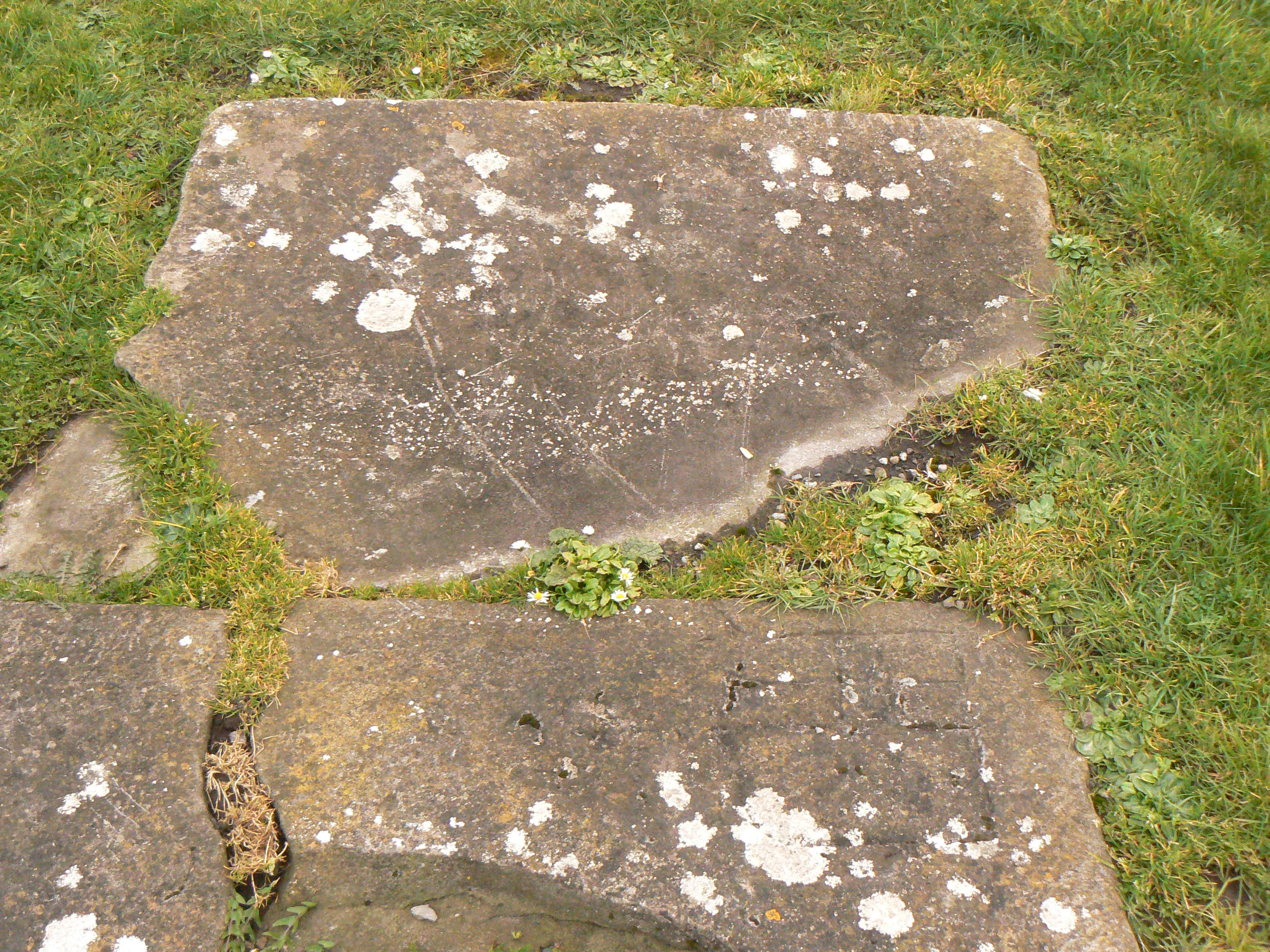
Tombes médiévales.
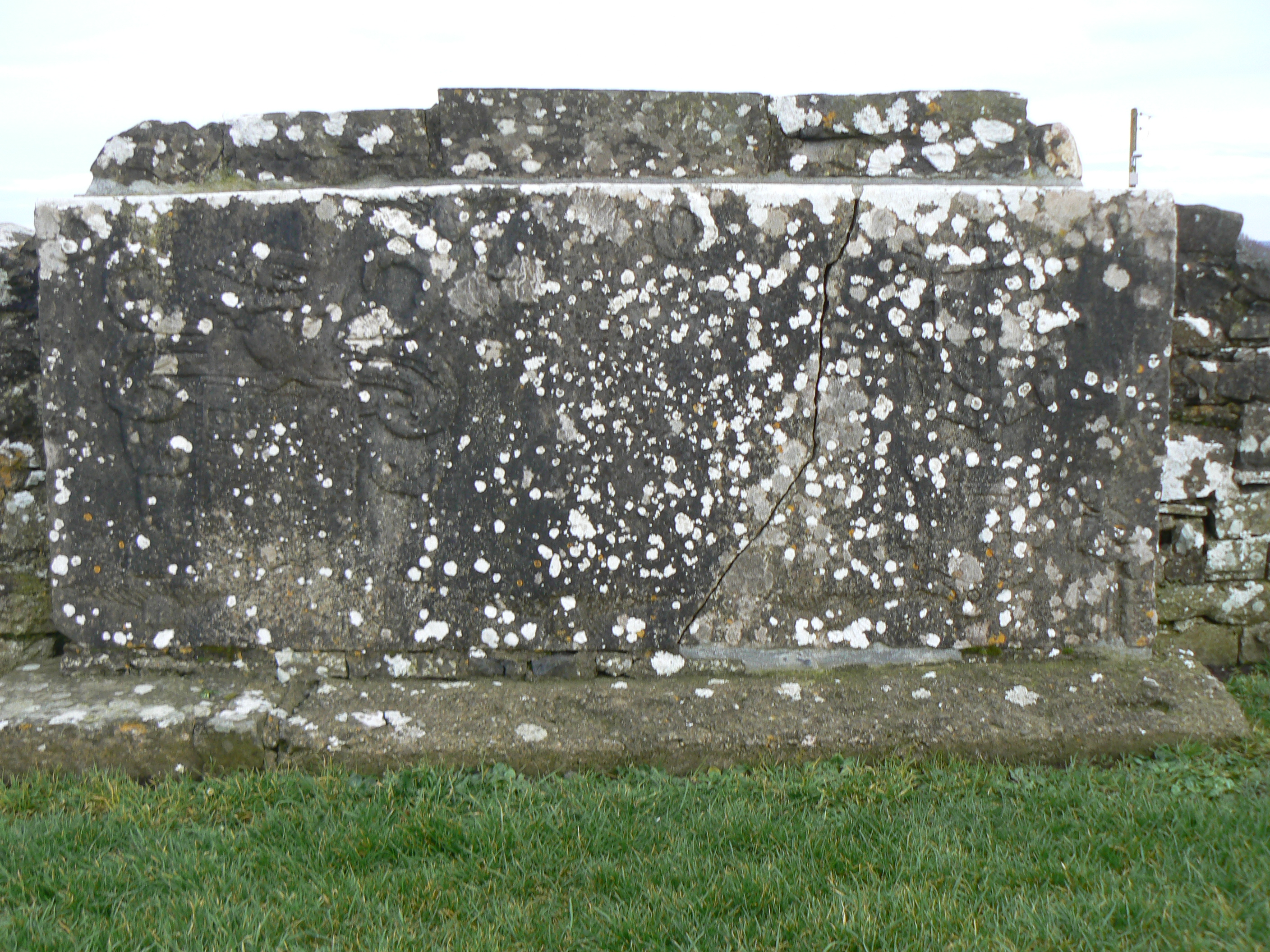
Tombes du XVIe siècle, famille Marward, barons de Skreen.
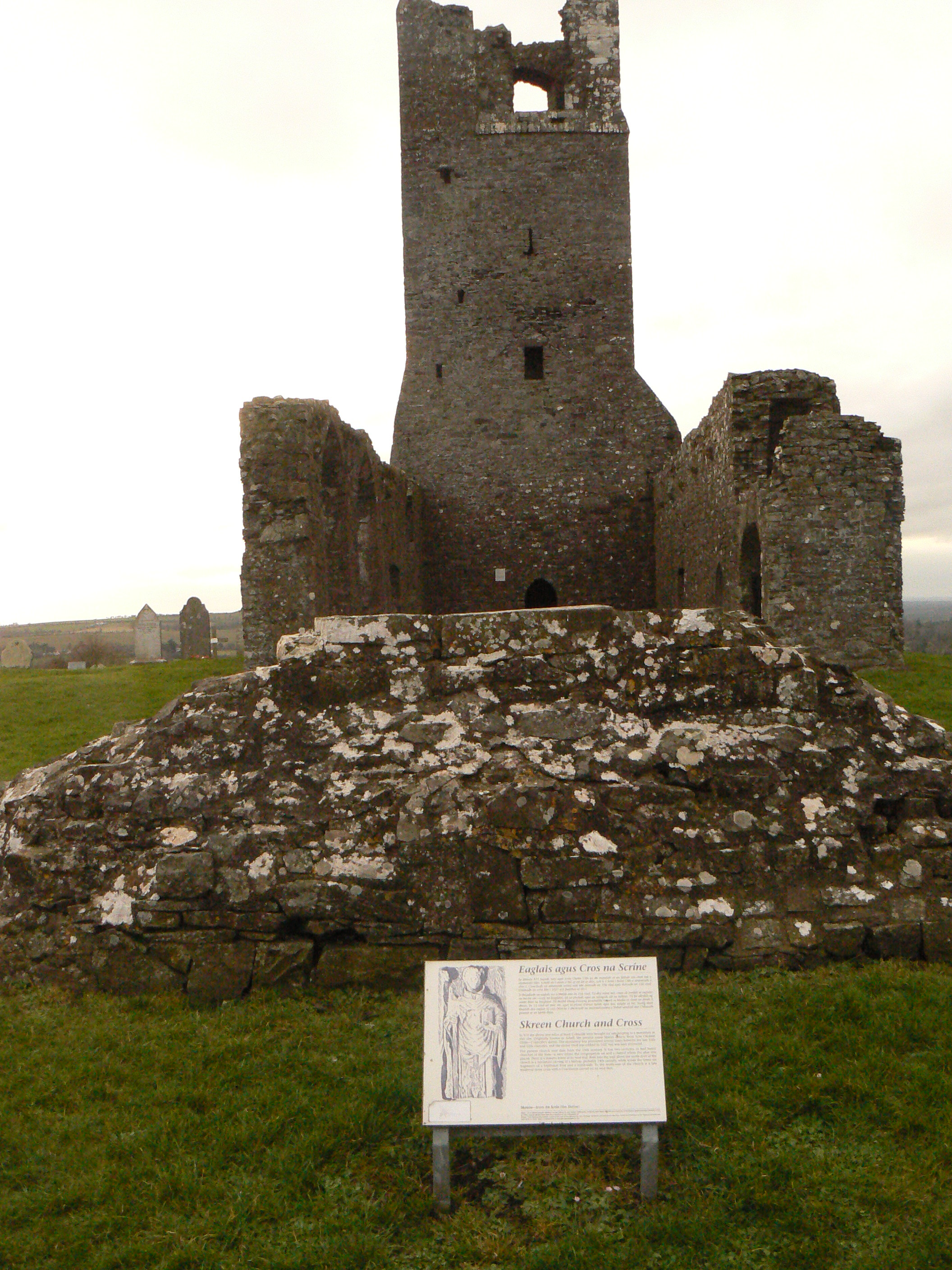
Vue nord-ouest de l'église.
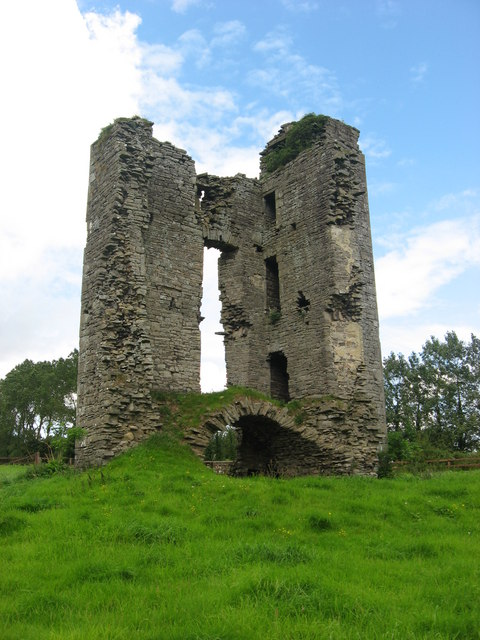
Le château de Monkstown, en ruines, près du village.
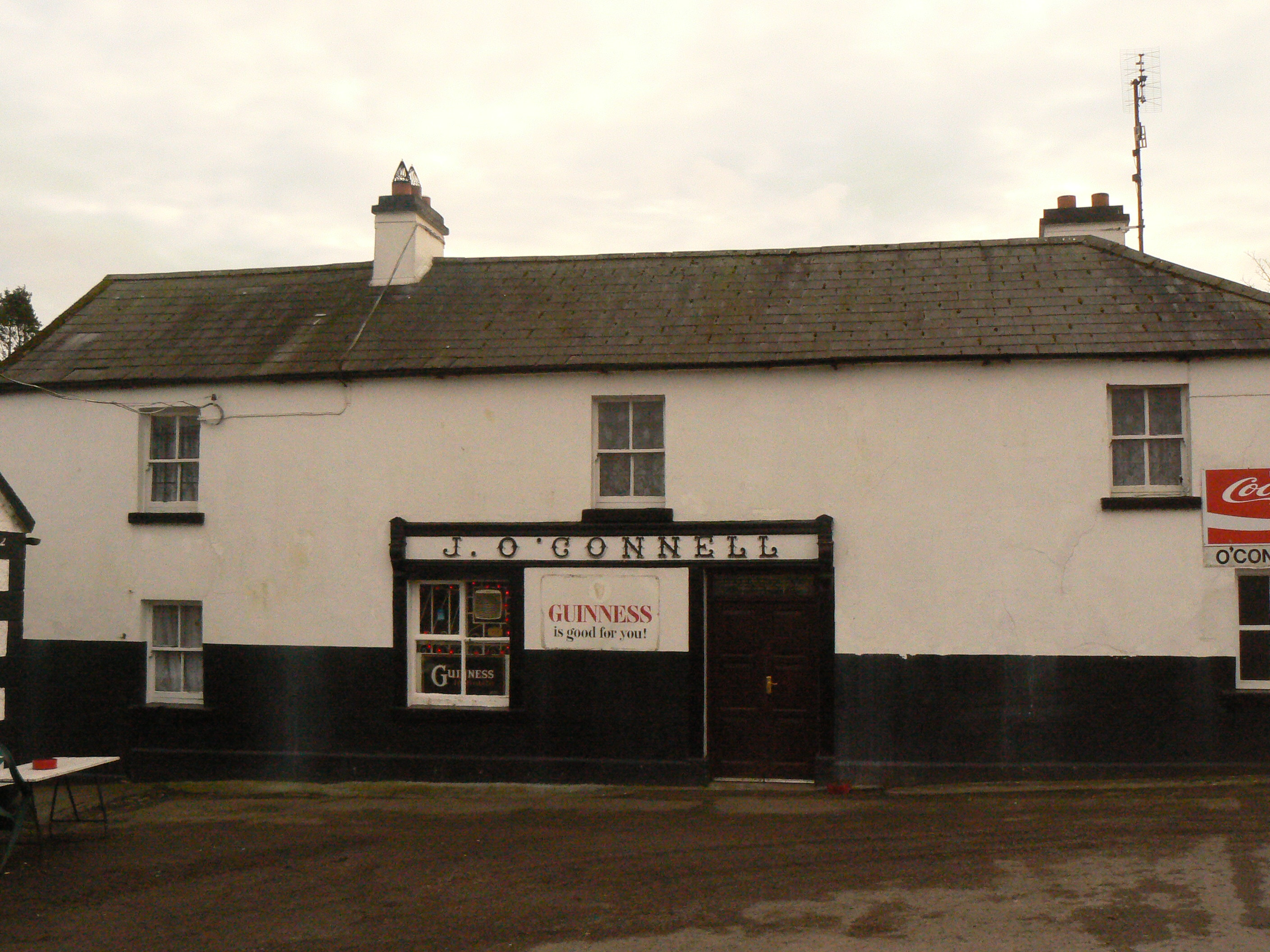
O'Connell's pub.